# Избори за предсједника Црне Горе 1997.
Избори за Предсједника Републике Црне Горе су били редовни избори за функцију Предсједника Републике Црне Горе, који су одржани у октобру 1997. године. Први изборни круг је одржан 5. октобра, а други 19. октобра. На изборима је учествовало осам кандидата. Иако је добио највише гласова у првом кругу, Момир Булатовић није освојио и законом прописану натполовичну већину, тако да су у други круг ушла двојица првопласираних кандидата, а побједу у другом кругу је однио Мило Ђукановић.
Избори су били одржани недуго након политичког раскола у владајућој Демократској партији социјалиста Црне Горе, што је довело до значајних промјена у односу снага на политичкој сцени Црне Горе.
Најзначајније опозиционе и мањинске странке су 25. августа 1997. године склопиле споразум којим су се обавезале да на овим предсједничким изборима неће истицали сопствене кандидате, чиме су остварени предуслови за њихову активну или пасивну подршку Милу Ђукановићу. Поменути споразум су потписале: Народна странка, Либерални савез Црне Горе, Странка демократске акције Црне Горе, Демократски савез у Црној Гори, Демократска унија Албанаца и  Социјалдемократска партија Црне Горе. У подршци Милу Ђукановићу посебно се истакло тадашње руководство Народне странке, на челу са Новаком Килибардом. Подршка опозиционих и мањинских странака се показала као пресудна за коначни исход избора.
Црногорски Хелсиншки комитет је оцијенио да су избори одржани у нерегуларној атмосфери. Усљед бројних неправилности које су дошле до пуног изражаја током другог круга гласања, Момир Булатовић је одбио да призна валидност званично проглашених резултата, након чега је усљедио низ протеста против изборне крађе. Највеће неправилности биле су откривене на гласачким мјестима у општинама Цетиње, Улцињ, Плав и Рожаје, у којима је побједу однио Мило Ђукановић. Између два изборна круга, Ђукановићеве присталице у општинској власти Подгорице су након кадровских смјена извршили низ промјена у бирачким списковима, што је довело до протеста грађана и позива на заштиту законитости.
Према првобитним подацима Врховног суда Црне Горе, укупан број грађана који су након првог изборног круга по разним основама накнадно уписани у бирачки списак на цјелокупној територији Црне Горе износио је око 9,000 (девет хиљада) што је представљало значајну промјену од око 2% у односу на укупан број бирача, а накнадно се испоставило да је укупан број приспјелих захтјева уочи другог изборног круга премашио цифру од 13,000, што је представљало скоро 3% у односу на укупно бирачко тијело, од чега је позитивно ријешено чак 7,805 случајева.
Исход избора је имао далекосежне посљедице по политички развој Црне Горе.

## Резултати

#### I круг
| Кандидати                | Партија                                                             | Гласови | %            |
| ------------------------ | ------------------------------------------------------------------- | ------- | ------------ |
| Момир Булатовић          | Демократска партија социјалиста Црне Горе - крило Момира Булатовића | 147.610 | 47,44        |
| Мило Ђукановић           | Демократска партија социјалиста Црне Горе - крило Мила Ђукановића   | 145.348 | 46,71        |
| Новица Станић            | Група грађана (Народна странка - крило Божидара Бојовића)           | 5.109   | 1,67         |
| Аћим Вишњић              | Отаџбинска странка                                                  | 4.635   | 1,51         |
| Драган Хајдуковић        | Група грађана                                                       | 1.988   | 0,65         |
| Новица Војиновић         | Српска демократска странка Црне Горе                                | 785     | 0,26         |
| Милан Радуловић          | Странка природног закона                                            | 620     | 0,20         |
| Слободан Вујачић         | Група грађана                                                       | 383     | 0,12         |
| Укупно важећих гласова   |                                                                     | 306.492 | 100          |
| Укупно неважећих гласова |                                                                     | 4.635   |              |
| Укупно гласалих          |                                                                     | 311.118 |              |
| Укупно бирачко тело      |                                                                     | 460.568 | Одзив: 67,55 |

#### II круг
| Кандидати       | Партија                                                             | Гласови | %    |
| --------------- | ------------------------------------------------------------------- | ------- | ---- |
| Мило Ђукановић  | Демократска партија социјалиста Црне Горе - крило Мила Ђукановића   | 174.745 | 50,8 |
| Момир Булатовић | Демократска партија социјалиста Црне Горе - крило Момира Булатовића | 169.257 | 49,2 |
| Укупно          | Укупно                                                              | 344.002 | 100  |